# Hermenegildo
São Hermenegildo (ca. 564 – Tarragona, 13 de Abril de 585) era filho do rei visigodo Leovigildo, e irmão de Recaredo. Educado no arianismo imperante entre os visigodos da Península Ibérica de então (ao contrário da população hispano-romana, que era maioritariamente católica), a sua conversão ao catolicismo fê-lo enfrentar o seu pai e causou uma contenda militar, a qual terminaria na sua captura e execução.
Ainda em tenra idade Hermenegildo e o seu irmão mais novo Recaredo foram associados ao trono de seu pai. Com 15 anos casou-se com a princesa franca Ingunda, filha de Sigeberto I e de  Brunilda, numa tentativa de aproximar as relações iniciadas pelo primeiro casamento do seu pai. Nomeado governador da Bética, a influência da sua esposa e do bispo cristão Leandro de Sevilha levaram-no a converter-se rapidamente.
Uma conversão na família real mais imediata não estava isenta, porém, de problemas sucessórios, e as suspeitosas relações de Hermenegildo com o governador da Província da Espânia foram aumentando a tensão entre pai e filho; os conflitos que perduravam entre arianos e católicos viram-se agravados pela intransigência da nova esposa de Leovigildo, Gosvinta.
Nesse mesmo ano o conflito degenerou em luta armada, que duraria até 584. Hermenegildo, que contava com o apoio dos bizantinos, viu-se em inferioridade táctica quando aqueles concluíram uma aliança com Leovigildo pela soma de 30 mil soldo de ouro; em 583 foi cercado em Sevilha, onde resistiu por mais de um ano, embora devesse fugir mais tarde para Córdova. Foi nessa cidade que foi capturado pelas forças de seu pai e foi mandado a ferros para Tarragona.
Ingunda escapou para o norte de África e pediu asilo ao imperador Maurício (r. 582–602), mas faleceu durante a viagem; o filho de ambos, Atanagildo, foi entregue, por ordem do imperador, à sua avó materna.
Embora não se conservem relatos independentes dos factos, os Diálogos de Gregório I asseveram que Hermenegildo rejeitou a oferta de perdão do seu pai por fidelidade à fé católica, e que em consequência disso foi decapitado no Domingo de Páscoa de 585.
A pedido de Filipe II de Espanha o Papa Sisto V canonizou Hermenegildo no milésimo aniversário da sua morte.
Foi canonizado em 1585 como mártir da Igreja Católica; é o patrono dos convertidos, e celebra-se no aniversário da sua morte, a 13 de Abril.